# Front Mission: Gun Hazard
Front Mission: Gun Hazard (яп. フロントミッションシリーズ ガンハザード) — первая игра-ответвление серии Front Mission, разработанная в сотрудничестве компаний Squaresoft и Omiya Soft, выпущенная в 1996 году для приставки Super Nintendo. Отличительной особенностью этой части является необычный для серии жанр, который переменился с тактической стратегии на платформер с элементами JRPG. В 2008 году игра стала доступной для скачивания через сервис Virtual Console, благодаря чему в неё стало возможно играть с помощью приставки Nintendo Wii.
Примечательно, что написанием музыки занимались сразу четыре славных в будущем композитора Нобуо Уэмацу, Ясунори Мицуда, Дзюнъя Накано и Масаси Хамаудзу. Саундтрек был издан 26 февраля 1996 года и содержал 60 звуковых дорожек, записанных на двух дисках.
История игры рассказывает от лица Альберта Грэбнера, бывшего сержанта бергенской армии. После предательства полковника Арка Хеллбрэнда Альберт дезертирует из вооружённых сил и в сотрудничестве с несколькими другими персонажами пытается предотвратить назревающий государственный переворот.
Так же, как и раньше, в основе игрового процесса лежит конструирование и использование в бою ванцеров (гигантских боевых роботов). Только теперь прохождение строится не только на принятии правильных решений и хитрых ходов, но и ещё на ловкости игрока, а также его реакции. Сюжет содержит более 90 отдельных коротких миссий, в перерывах между которыми появляется возможность посетить магазин и подготовиться к следующему боевому заданию.